# Estación de Assemblée Nationale
Assemblée Nationale (en español: Asamblea Nacional) es una estación de la línea 12 del metro de París situada en Distrito VII de la ciudad.

## Historia
La estación fue inaugurada el 5 de noviembre de 1910 con la llegada de la línea C, la actual línea 12. Inicialmente se denominó Chambre des députés (Cámara de los diputados). En 1989, el nombre fue modificado a Asamblea Nacional adaptándose así al nombre que recibe oficialmente la institución bajo la actual V República Francesa.
Entre el 1 de octubre de 2008 y el  16 de enero de 2009, un mural especial, celebrando los cincuenta años de la V República Francesa, decoró ambos andenes.

## Descripción
Se compone de dos andenes laterales de 75 metros de longitud y de dos vías.
Aunque diseñada en bóveda elíptica sus paredes apenas están revestidas de azulejos como suele ser habitual. En ella aparece un gran mural realizado por Jean-Charles Blais que se renueva cada tres meses con elementos relacionados con la institución. 
La estación, que no dispone de publicidad, emplea un sistema atípico de iluminación.
Más habitual, la señalización se realiza sobre paneles metálicos de color azul y letras blancas adoptando la tipografía Motte. Por último, los asientos son amarillos, individualizados y también de tipo Motte.

## Accesos
La estación dispone de tres accesos, todos ellos en el bulevar Saint-Germain.